# 哈菲兹·阿萨德
哈菲兹·阿萨德（1930年10月6日—2000年6月10日），曾担任敘利亞总统、敘利亞总理、國防部長和空軍司令，阿萨德統治敘利亞達30年之久。相對其子，人稱老阿薩德。

## 生平
阿萨德1930年10月6日出生在叙利亚西北部乡下拉塔基亚省卡达哈镇一个阿拉维派家庭中，父親讀書識字，為部落長老。
他在学校期间成绩突出，是家族中首个考入中学的成员。由于认同阿拉伯复兴社会党的意识形态，阿萨德16岁入党。
中学毕业后因家庭贫困且军校免学费并可步入仕途，在1951年阿萨德进入军校学习并被分配到新成立的叙利亚空军，他还曾在苏联接受飞行员训练。
1963年，以軍方為後盾的阿拉伯复兴社会党發動軍事政變，取得政權。
1970年，於該黨担任要職的阿萨德发动纠正运动奪取政權，出任總理兼國防部長，翌年通過全民公投正式當選總統。
之後每七年以民選方式連任四屆，在1978年、1985年、1992年、1999年成功連任。使他成為20世紀後期在位时间最长的阿拉伯世界领袖之一。

## 逝世

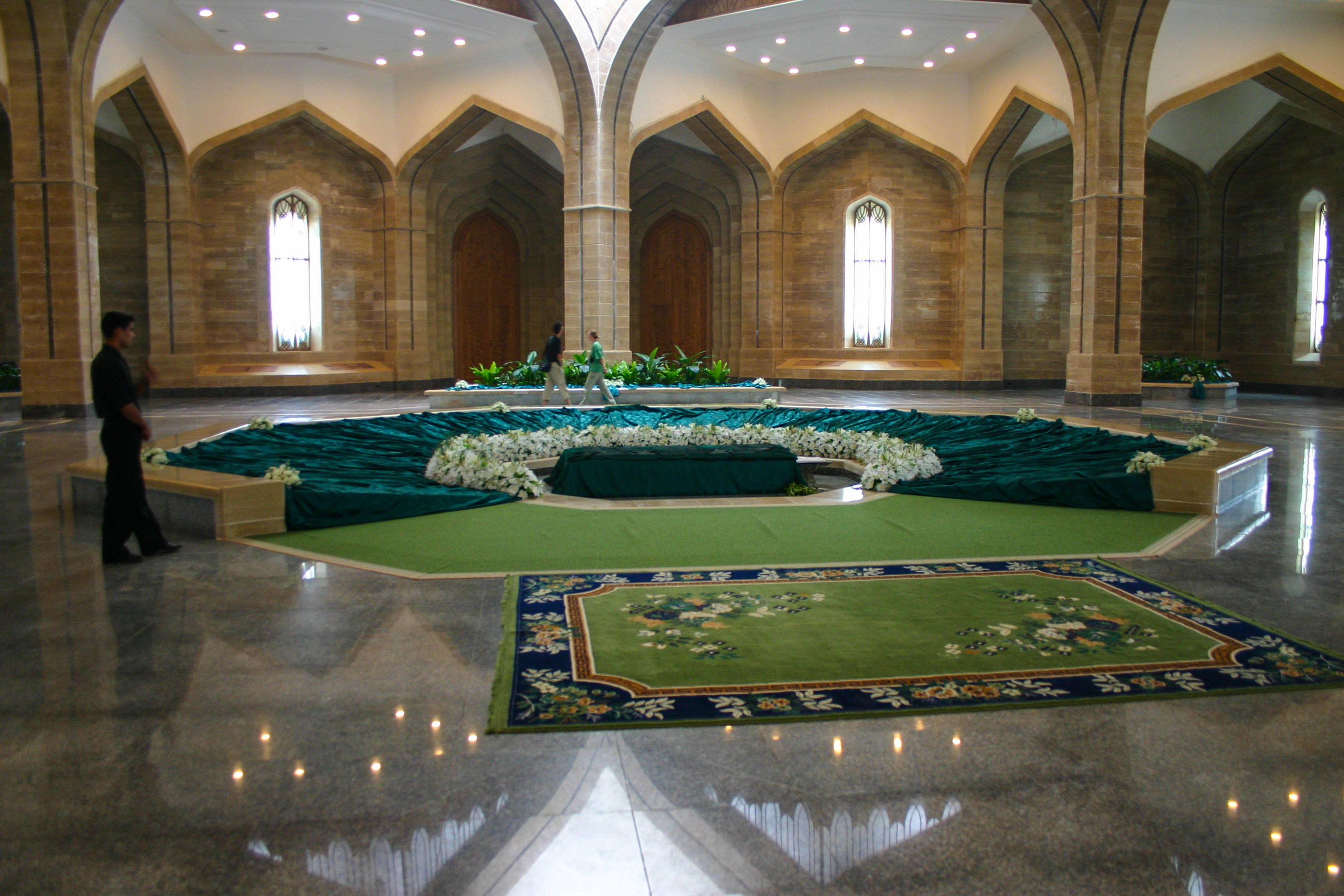
哈菲茲·阿薩德陵寢

2000年6月10日，掌權达30年之久的哈菲兹·阿萨德因心脏病突发而猝逝，安葬於家鄉卡爾達哈的家族陵寢，陵墓由敘利亞安全部隊駐守維護。其次子巴沙尔·阿萨德在其后接任叙利亚总统。时任中国国家主席江泽民曾致唁电表示哀悼。
2024年12月阿塞德政權垮台後，哈菲茲·阿薩德與長子巴塞勒的陵墓被反抗軍破壞，其棺材被掘出後付之一炬，骨灰遭揚棄，陵墓建築被砸毀。

## 評價
对阿萨德執政評價兩極：正面評價方面认为他穩定政局，与埃及一样實行世俗主义的独裁統治，打擊極端伊斯蘭原教旨主義。
但作为少数什葉派中的阿拉维派，與什葉派的伊朗革命後政權關係密切，加上与伊拉克爭奪阿拉伯世界的主導权，在兩伊戰爭中，敘利亞支持伊朗，且長期插手黎巴嫩內戰並實際控制黎巴嫩。
阿萨德與美國及以色列關係緊張，維持不打不和的狀態。1991年參與波斯灣戰爭，其後同意與以色列進行和平談判，他堅持要求以色列歸還戈蘭高地，因此和談沒有成果。
反面評價方面，阿萨德被反對派批評其實行獨裁統治，打壓政治異議分子，1982年的哈馬大屠殺，導致近四萬平民喪命。
只佔國內少數的阿拉維派軍方为維持政權，長期實行緊急狀態法，與國內人口佔絕大多數的遜尼派關係緊張。